# Serkan Balcı
Serkan Balcı (ur. 22 sierpnia 1983 w Nazilli) – turecki piłkarz występujący na pozycji pomocnika. Od 2014 jest zawodnikiem Mersin İdman Yurdu.

## Kariera klubowa
Serkan jest wychowankiem klubu Aydın Pamukspor, w którym treningi rozpoczął w wieku 11 lat. W 1999 roku przeszedł do juniorskiej drużyny Yalıkavak Belediye, a w 2000 roku trafił do pierwszoligowego Gençlerbirliği SK. Przez pierwsze dwa sezony pełnił tam rolę rezerwowego, a podstawowym graczem Gençlerbirliği stał się od początku sezonu 2002/2003. W sezonie 2003/2004 dotarł z klubem do 1/8 finału Pucharu UEFA, jednak uległ tam z nim w dwumeczu hiszpańskiej Valencii. W Gençlerbirliği Serkan spędził cztery sezony. W tym czasie rozegrał tam 91 ligowych spotkań i zdobył 5 bramek.
W 2004 roku przeszedł do mistrza Turcji - Fenerbahçe SK. W jego barwach zadebiutował 6 sierpnia 2004 w zremisowanym 2:2 ligowym meczu z Rizesporem. W sezonie 2004/2005 zdobył z klubem mistrzostwo Turcji. Zagrał z nim także w finale Pucharu Turcji, jednak uległ tam z nim 1:5 Galatasaray SK. Rok później Fenerbahçe ponownie przegrało finał Pucharu Turcji, tym razem z Beşiktaşem JK. W tym samym roku wywalczyło wicemistrzostwo Turcji. W sezonie 2006/2007 Serkan został z klubem mistrzem Turcji. W Fenerbahçe grał w sumie przez trzy lata. Łącznie zagrał tam w 69 ligowych meczach.
Latem 2007 roku podpisał kontrakt z innym pierwszoligowcem - Trabzonsporem. Pierwszy ligowy występ zanotował tam 12 sierpnia 2007 w przegranym 0:3 pojedynku z Sivassporem. W 2013 roku przeszedł do Antalyasporu. W 2014 roku trafił do Mersin İdman Yurdu.

## Kariera reprezentacyjna
W reprezentacji Turcji Serkan zadebiutował 23 czerwca 2003 podczas zremisowanego 2:2 meczu Pucharu Konfederacji 2003 z Brazylią. Puchar Konfederacji Turcja zakończył na trzecim miejscu, a Serkan zagrał na nim w dwóch spotkaniach. Był członkiem kadry w eliminacjach Mistrzostw Europy 2008. Na ten turniej Turcja awansowała, jednak Serkan nie został powołany na niego do kadry.